# Горки (Хотынецкий район)
Горки — село в Хотынецком районе Орловской области. Входит в состав Богородицкого сельского поселения.

## Физико-географическая характеристика
Село Горки расположено на Среднерусской возвышенности в центре Восточно-Европейской равнины в юго—восточной части Хотынецкого района.

### Часовой пояс
Село Горки, как и весь Хотынецкий район, находится в часовой зоне МСК (московское время). Смещение применяемого времени относительно UTC составляет +3:00.

### Климат
Село находится в зоне умеренно континентального климата (по классификации Кёппена — Dfb) с умеренно прохладной зимой и неустойчивым летом.

## История
Своё название Горки получили за то, что раскинулось село  на возвышенной, среди гор, сухой и безводной местности, в междуречье Лубны и Цона. Рядом с населённым пунктом начинается ручей Городец, впадающий вскоре в реку Цон.
С конца XVIII века и до революции XX века село относилось к Карачевскому уезду Орловской губернии.
В самом конце XVI века здесь появилась деревянная церковь Николая Чудотворца. К середине XIX века она сильно обветшала и приходской совет принял решение строить новый, каменный, храм, возведение которого началось в 1844 году. Строительство заняло 18 лет. Главную роль в этом деле сыграл местный помещик, владелец имения в деревне Маяки, Иван Иванович Лоур, который за это время успел вырасти по службе из поручиков до подполковника и выдал  замуж свою дочь Елену 12 ноября 1861 года: 17-летняя Елена Лоур стала женой 32-летнего отставного  подполковника Стефана Стольникова, владельца имения в д. Себякино Кромского уезда. Храм отличался своим  величием и имел крестообразную форму. Главный престол был назван в честь Преображения Господня. При храме имелась каменная церковно-приходская  школа, построенная в 1901 году. В Преображенском храме служили замечательные священники, такие как Григорий Новиков и Ксенофонт Никитич Иножарский, который, по окончании в 1835 году  Орловской духовной семинарии, прослужил в Горках более 20 лет и у своих  прихожан пользовался огромным уважением. К сожалению, до сегодняшнего дня храм не сохранился.

### Великая Отечественная война
Территория Хотынецкого района была оккупирована немецко—фашистскими захватчиками с 5 октября 1941 года. Село Горки освободили 11 августа 1943 года усилиями 6 гвардейского механизированного корпуса РККА.

## Население
| 2002 | 2010 |
| ---- | ---- |
| 86   | ↘74  |

Национальный состав
По национальному составу население Горок составляют преимущественно русские.

## Транспорт
Через село проходит дорога федерального значения Р120. Расстояние до Хотынца — 24 км, до Орла — 47 км.

## Уроженцы
Сергей Пискунов — русский советский писатель, общественный деятель, ректор Орловского педагогического института.